# Saint-Alban (Côtes-d'Armor)
Saint-Alban è un comune francese di 1 952 abitanti situato nel dipartimento delle Côtes-d'Armor nella regione della Bretagna.

## Società

### Evoluzione demografica
Abitanti censiti